# Fuente el Saz de Jarama
Fuente el Saz de Jarama är en kommun i Spanien.  Den ligger i den autonoma regionen Madrid, i den centrala delen av landet, 29 km nordost om huvudstaden Madrid. Antalet invånare är 7 379 (2024).  Arean är 33,23 kvadratkilometer. Fuente el Saz de Jarama gränsar till Algete, El Molar, Valdetorres de Jarama och Valdeolmos-Alalpardo. 
Terrängen i Fuente el Saz de Jarama är platt.